# Plattling
Plattling er en by i Tyskland i delstaten Bayern med omkring 13.000 infbyggere. Byen ligger i landkreisen Deggendorf ved floden Isar, 9 km sydvest for Deggendorf, lige før den udmunder i Donau.